# 73 Virginis
73 Virginis är en pulserande variabel av Delta Scuti-typ (DSCTC) i Jungfruns stjärnbild. 
73 Vir har visuell magnitud +6,01 och varierar med 0,02 magnituder utan någon fastställd periodicitet.